# أبو ليلى (فلم)
أبو ليلى (بالإنجليزية: Abou Leila 2019) فيلم روائي طويل من الجزائر. وهو إنتاج جزائري فرنسي قطري مشترك. جرى العرض الأول للفيلم ضمن فعاليات مهرجان كان السينمائي الدولي 2019. شارك في المسابقة الرسمية للدورة 30 لمهرجان أيام قرطاج السينمائي عام 2019. وعرض في فعاليات مهرجان سراييفو السينمائي عام 2019. وفاز بجائزة النقد في مهرجان (دا) السينمائي بمدينة برشلونة للعام 2020. الفيلم من إخراج المخرج الجزائري أمين سيدي بومدين، وبطولة كل من فؤاد ميغراغي، مريم مشقان، مراد أوجيت وعزوز عبد القادر.

## القصة
يحكي الفيلم قصة سنوات العشرية السوداء في الجزائر. وهي حرب عرفتها الجزائر في التسعينات، خاضتها الدولة الجزائرية مع جماعات مسلحة وخلفت آلاف الضحايا. ويتتبع الفيلم قصة شابين هما (سمير) و (لطفي) يعمدان إلى مطاردة إرهابي اسمه (أبو ليلى) عبر الصحراء.